# Newport, Nebraska
Newport är en ort i Rock County i delstaten Nebraska, USA.